# آنتونی اویونو
آنتونی اویونو (انگلیسی: Anthony Oyono؛ زادهٔ تاریخ ورودی نامعتبر است) بازیکن فوتبال اهل گابن است.
وی همچنین در تیم ملی فوتبال گابن بازی کرده‌است.